# IASPIS
International Artists Studio Program in Sweden, IASPIS, är ett svenskt statligt utbytesprogram för att skapa dialog mellan svenska och utländska bild- och formkonstnärer, vilket administreras av Konstnärsnämnden. Det grundades år 1996.
IASPIS-programmet ska främja svensk och internationell bild- och formkonst i Sverige genom att ge stöd till utställningar och projekt samt studievistelser i utlandet. IASPIS har också en publik verksamhet med föreläsningar, utställningar och publikationer med fokus på samtida teoribildning och kultur. 

## Verksamhetsledare
- Sune Nordgren 1996–1998
- Daniel Birnbaum 1998–2000
- Sara Arrhenius (2001–2005)
- Karina Ericsson Wärn (tillförordnad 2002–2003)
- Maria Lind (2005–2007]
- Cecilia Widenheim (2008–2010)
- Lisa Rosendahl (2011–2013)
- Johan Pousette (2014– )